# فولان ديفي
فولان ديفي ( 10 أغسطس 1963 - 25 يوليو 2001)، والمعروفة شعبياً باسم ملكة قطاع الطرق، كانت داكيتية هندية (لصة) ثم أصبحت سياسية، وعملت كعضو في البرلمان حتى اغتيالها. وقد كانت امرأة من طبقة الملا التي نشأت في فقر في قرية بولاية أتر برديش، حيث كانت عائلتها على الجانب الخاسر في نزاع على الأرض مما تسبب لهم في العديد من المشاكل. وبعد أن تزوجت في سن الحادية عشرة وتعرضت للاعتداء الجنسي من قبل أشخاص مختلفين، انضمت إلى عصابة من قطاع الطرق. وسرقت عصابتها قرى الطبقات العليا واحتجزت القطارات والمركبات. عندما عاقبت مغتصبيها وتجنبت القبض عليها من قبل السلطات، أصبحت بطلة للطبقات المتخلفة الأخرى التي اعتبرتها شخصية روبن هود. ولكن فولان ديفي اتُهمت غيابيًا بمذبحة بهماي عام 1981، التي قُتل فيها عشرون رجلاً من ثاكور، ويُزعم أنها كانت بأمرها. بعد هذه الحادثة، استقال رئيس وزراء ولاية أتر برديش، وتزايدت الدعوات للقبض عليها. ثم استسلمت بعد عامين في تسوية تفاوضية دقيقة، وقضت أحد عشر عامًا في سجن غواليور، في انتظار المحاكمة.
أُطلق سراح فولان ديفي عام 1994 بعد إسقاط التهم الموجهة إليها. ثم أصبحت سياسية، وانتُخبت عضوًا في البرلمان عن حزب سماجوادي عام 1996. خسرت مقعدها عام 1998، لكنها استعادته في العام التالي. كانت تشغل هذا المنصب وقت وفاتها عام 2001. اغتيلت خارج منزلها على يد شير سينغ رانا، الذي أُدين بجريمة القتل عام 2014. وقت وفاتها، كانت لا تزال تُكافح ضد إعادة توجيه التهم الجنائية إليها، بعد أن خسرت استئنافًا قدمته عام 1996 أمام المحكمة العليا لإسقاط التهم. ازدادت شهرة فولان ديفي عالميًا بعد إصدار فيلم "ملكة قطاع الطرق" المثير للجدل عام 1994، والذي سرد قصة حياتها بطريقة لم تُرضِها. ألهمت حياتها أيضًا العديد من السير، وكان عنوان سيرتها الذاتية المُملاة هو "أنا، فولان ديفي". هناك روايات مُختلفة عن حياتها لأنها روت روايات مُختلفة لتناسب ظروفها المُتغيرة.